# Métabolisme de l'information
 (novembre 2023).
La mise en forme du texte ne suit pas les recommandations de Wikipédia : il faut le « wikifier ».
Les points d'amélioration suivants sont les cas les plus fréquents. Le détail des points à revoir est peut-être précisé sur la page de discussion.
- Les titres sont pré-formatés par le logiciel. Ils ne sont ni en capitales, ni en gras.
- Le texte ne doit pas être écrit en capitales (les noms de famille non plus), ni en gras, ni en italique, ni en « petit »…
- Le gras n'est utilisé que pour surligner le titre de l'article dans l'introduction, une seule fois.
- L'italique est rarement utilisé : mots en langue étrangère, titres d'œuvres, noms de bateaux, etc.
- Les citations ne sont pas en italique mais en corps de texte normal. Elles sont entourées par des guillemets français : « et ».
- Les listes à puces sont à éviter, des paragraphes rédigés étant largement préférés. Les tableaux sont à réserver à la présentation de données structurées (résultats, etc.).
- Les appels de note de bas de page (petits chiffres en exposant, introduits par l'outil «  Source ») sont à placer entre la fin de phrase et le point final[comme ça].
- Les liens internes (vers d'autres articles de Wikipédia) sont à choisir avec parcimonie. Créez des liens vers des articles approfondissant le sujet. Les termes génériques sans rapport avec le sujet sont à éviter, ainsi que les répétitions de liens vers un même terme.
- Les liens externes sont à placer uniquement dans une section « Liens externes », à la fin de l'article. Ces liens sont à choisir avec parcimonie suivant les règles définies. Si un lien sert de source à l'article, son insertion dans le texte est à faire par les notes de bas de page.
- La présentation des références doit suivre les conventions bibliographiques. Il est recommandé d'utiliser les modèles {{Ouvrage}}, {{Chapitre}}, {{Article}}, {{Lien web}} et/ou {{Bibliographie}}. Le mode d'édition visuel peut mettre en forme automatiquement les références.
- Insérer une infobox (cadre d'informations à droite) n'est pas obligatoire pour parachever la mise en page.

Pour une aide détaillée, merci de consulter Aide:Wikification.
Si vous pensez que ces points ont été résolus, vous pouvez retirer ce bandeau et améliorer la mise en forme d'un autre article.
 (novembre 2023).
Le métabolisme de l'information, parfois appelé métabolisme informationnel ou métabolisme énergétique-informationnel, est une théorie psychologique de l'interaction entre les organismes biologiques et leur environnement, développée par le psychiatre polonais Antoni Kępiński,,.

## Aperçu
Kępiński a décrit sa théorie psychologique dans plusieurs livres,,,,, mais sa description la plus détaillée est donnée dans son livre de 1974, Mélancolie (en polonais : « Melancholia »). Afin d'expliquer les phénomènes psychologiques rencontrés chez l'homme, il a emprunté de nombreux concepts au domaine de la cybernétique qui gagnait alors en popularité en Pologne, grâce aux travaux de Marian Mazur (père de l'école polonaise de cybernétique). Kępiński commence par considérer la plupart des organismes fondamentaux et la manière dont ils diffèrent de la matière inanimée. Tout d'abord, tout organisme peut être traité comme un système autonome mais ouvert, séparé de son environnement par une frontière (peau ou membrane cellulaire). En tant que système ouvert, il donc est engagé dans un échange continu avec son environnement. Cet échange peut être considéré comme double, à savoir énergique et informatif. Par souci d’analyse, on peut considérer le métabolisme énergétique et le métabolisme de l’information comme deux processus distincts. Kępiński postule que la vie est maintenue si les deux métabolismes se produisent, et qu'elle s'arrête par contre si l'un d'eux s'arrête.
Le concept du métabolisme énergétique est relativement simple à comprendre. Les molécules du corps sont continuellement remplacées. Des processus cataboliques et anabolisants se produisent dans les cellules. Le métabolisme de l'information est l'autre aspect du même processus, mais il concerne l'aspect structurel (c'est-à-dire la manière dont la matière et l'énergie sont organisées) et la manière dont le contrôle est exécuté. Lors de l'échange d'énergie, l'organisme s'efforce de maintenir son ordre caractéristique (négentropie) et projette cet ordre sur l'environnement. De ce fait, l’ordre des environs est détruit. Par contre, la matière inanimée n'a pas la capacité d'augmenter ou même de maintenir sa néguentropie, cela est dû au fait que les processus naturels spontanés s'accompagnent toujours d'une génération d'entropie.

### Deux lois biologiques
Le métabolisme de l'information peut être généralement vu comme l'échange de signaux entre l'organisme et son environnement, mais aussi comme le traitement de signaux provenant de l'organisme. Ces signaux doivent être interprétés par rapport à certains objectifs. Pour tous les organismes, ces objectifs reposent sur deux lois biologiques : la première loi indique qu'un organisme doit être orienté vers sa propre survie. La deuxième loi précise que la préservation de l’espèce est tout aussi importante. Kępiński a remarqué que ces deux objectifs sont contradictoires. Le conflit entre les deux lois biologiques est souvent source de dilemmes éthiques. Il y a des moments où l’organisme doit sacrifier sa vie pour sauver sa progéniture. Parfois aussi, il est obligé de se battre avec les représentants de sa propre espèce pour se protéger. La première loi biologique est égoïste et liée au retrait de la réalité (fuite, destruction de la réalité, etc.). La deuxième loi biologique est altruiste et amène à se tourner vers la réalité (la reproduction sexuée nécessite l'union avec le partenaire).
Dans le cas des humains, le lien entre les objectifs de diverses actions quotidiennes et les deux lois biologiques est moins direct, mais ces lois nous motivent toujours. L'humain est capable de se projeter dans le futur, de penser de manière abstraite et consciente et son objectif peut donc posséder un caractère transcendant et symbolique. Ce fait s'exprime généralement par la croyance en un bien supérieur ou en une vie après la mort,.

### La hiérarchie des valeurs
Il est impossible de suivre toutes les informations générées par divers processus se déroulant dans la réalité. Alors que les organismes s’efforcent de respecter les deux lois biologiques mentionnées précédemment, la sélection appropriée des signaux devient un problème central. Selon Kępiński, une hiérarchie de valeurs est nécessaire pour intégrer l'information. Chez l'humain, cette hiérarchie comprend trois niveaux : biologique, émotionnel et socioculturel. Les deux premiers niveaux sont gérés inconsciemment. Le troisième niveau, cependant, est associé à la conscience. Du point de vue biologique, le nombre de processus se produisant simultanément dans l’organisme et dans son environnement physique est pratiquement infini. Il existe également une infinité de façons de cadrer ces processus. Cette complexité doit être réduite, car seuls des signaux sélectionnés peuvent être détectés et traités dans le système nerveux. De plus, les signaux doivent être classés en fonction de leur pertinence présente et future. La structure du corps et l'emplacement des divers récepteurs sont adaptés au cours de l'évolution pour assurer l'isolement des signaux les plus pertinents du milieu environnant. La structure interne du corps est ajustée pour assurer une bonne intégration des informations. De tous les signaux captés par les récepteurs, seuls les plus importants atteignent le niveau de l'expérience subjective . Au niveau des signaux atteignant le champ de l'expérience subjective, l'attention est activement dirigée (avec l'aide des émotions) vers ceux liés à deux lois biologiques. La perception n’est pas passive et inclusive, mais anticipée et sélective. Au-dessus des niveaux biologiques et émotionnels d’interprétation des signaux se trouve le cadre des normes sociales et culturelles de la communauté, qui sert de référence aux décisions conscientes. Le milieu socioculturel joue un rôle important dans la vie des gens.

### Deux phases du métabolisme de l'information
La division du métabolisme de l'information en deux phases est vaguement basée sur l'analyse de la réponse d'orientation. Le métabolisme de l'information est initié par la perception d'un changement dans l'environnement interne ou externe de l'organisme. Dans la première phase, l'organisme cherche à obtenir des informations directes sur le phénomène perçu. C'est pour cette raison qu'elle doit tourner son attention « vers l'extérieur », vers la réalité. Le phénomène perçu est alors évalué inconsciemment et le résultat de cette évaluation se manifeste sous la forme d'une émotion. Le signe de l’émotion invoquée peut être positif ou négatif. Cette émotion, survenant rapidement et automatiquement, sert de toile de fond à la deuxième phase du métabolisme de l'information.
Dans cette deuxième phase, l’organisme exécute une réaction locomotrice face au phénomène. Un mouvement vers la source du stimulus, ce qui le génère, est effectué si le stimulus signifie une possibilité positive. Si le stimulus a été évalué négativement au cours de la première phase, il est alors probable que la réaction exécutée prendra la forme d'une fuite, d'un combat ou d'une immobilisation. Durant cette deuxième phase, l’organisme est principalement occupé par ses propres actions. Il observe leur effet et effectue des ajustements (ce qui forme une boucle de rétroaction). Malgré les retours relatifs à ses observations, son lien avec la réalité est moins intense que lors de la première phase. La séparation de la réalité dans la deuxième phase du métabolisme de l'information est plus grande chez les animaux complexes et atteint son maximum chez l'homme.

### Structures fonctionnelles
Le terme structure fonctionnelle a été utilisé par Kępiński pour désigner deux phénomènes. Premièrement, le terme était utilisé pour désigner la réaction d’un organisme à un stimulus. Deuxièmement, il désignait le modèle de réalité généré dans l’esprit au cours de la deuxième phase du métabolisme de l’information. Dans le cas des humains, le nombre de structures fonctionnelles possibles associées à la première phase du métabolisme de l’information est limité. Il s’agit par exemple des réactions endocriniennes du système nerveux autonome et des schémas locomoteurs de base.
La gamme et la complexité des structures fonctionnelles générées au cours de la deuxième phase sont beaucoup plus larges. Les humains possèdent la capacité de générer de nombreux modèles possibles de réalité en réponse à un phénomène nouvellement perçu. Les structures fonctionnelles peuvent être relativement complexes. Ils comprennent des prédictions concernant le comportement des objets dans l'environnement ainsi que la séquence d'actions planifiée de l'individu. En règle générale, plusieurs structures fonctionnelles sont générées au cours de la deuxième phase du métabolisme de l’information, mais une seule est incarnée (exécutée). Ceux qui ont été générés mais rejetés tombent progressivement dans l’inconscient et forment l’ombre jungienne. Si une structure particulière est incarnée, la probabilité qu'elle soit sélectionnée dans le futur augmente. Les structures oubliées peuvent se manifester au moment le plus inattendu. Cette situation est connue sous le nom de « possession par l’Ombre ». Kępiński a mentionné que la réaction incarnée est un signal adressé aux autres organismes. Cela prend toujours la forme d’un mouvement (ou d’une absence de mouvement). Chez l'humain, il peut s'agir de la parole (selon Kępiński, la parole est la forme de mouvement la plus élevée,

### Coloration émotionnelle
La coloration émotionnelle se manifeste dans la première phase du métabolisme de l'information. Cela signifie l'attitude générale de l'organisme envers le stimulus. Cette attitude peut être positive ou négative. Cela dépend de la nature du stimulus et de la condition physique de l'organisme au moment de la perception. L’individu a très peu de contrôle conscient sur le sentiment qui surgit. Il est sélectionné à des niveaux inférieurs de fonctionnement neurophysiologique. La sélection d'une attitude dans la première phase (positive ou négative) limite le caractère des structures fonctionnelles générées dans la deuxième phase. Bien qu’il existe généralement de nombreuses façons de réagir, elles sont limitées par le contexte émotionnel qui apparaît dans la première phase.
La réalité n'est pas statique mais elle évolue toujours, même si certaines régularités et lois peuvent être identifiées. Pour cette raison, l’effort d'association adéquate entre l’organisation du monde et nos propres besoins se poursuit tout au long de la vie. On ne peut pas l'arrêter à cause de la deuxième loi de la thermodynamique. Afin de diminuer sa propre entropie et celle de son environnement immédiat, l’organisme doit dépenser de l’énergie. Ceci est vécu subjectivement comme un sentiment de difficulté, d’effort ou de fardeau. L’effort d’intégration est inhérent à la vie. Cet effort est récompensé par un état émotionnel positif – le sentiment de satisfaction associé au dépassement des obstacles et à la progression vers des objectifs importants. Par contre, les sentiments négatifs, comme l’anxiété ou la peur, signifient un danger. En cas d’anxiété, ce danger est généralement lointain dans le temps et dans l'espace et n’est pas connu avec précision. La peur, à l'inverse, signifie une menace proche et précise pour l'intégrité de l'organisme.
Chez les individus en bonne santé, la balance entre les émotions négatives et positives est du côté positif. Ils sont plus disposés à s'engager dans l'échange d'informations avec l'environnement et à entreprendre des tâches associées à l'effort d'intégration. En revanche, les patients dépressifs se retirent de la réalité, ce qui diminue leur taux de métabolisme informationnel. Dans de nombreux cas, la prédisposition à la dépression est causée par le manque d’environnement maternel chaleureux et convivial pendant l’enfance. La présence d'un environnement maternel convivial et sûr pendant l'enfance est cruciale pour le développement d'une attitude générale positive envers l'environnement. De ce fait, si l’environnement de l’enfance est hostile, l’attitude de repli se renforce et s’automatise.

### Le problème de l'autorité
La vie peut être considérée comme un conflit entre deux ordres : l’ordre de l’individu et l’ordre de l’environnement. Le métabolisme de l'information, processus situé entre ces deux ordres, devient l'outil permettant d'établir le juste équilibre d'autorité (« Je contrôle » versus « Je suis contrôlé »). Dans les cas pathologiques, l'individu peut chercher à acquérir un contrôle absolu sur son environnement, ou bien au contraire, à se soumettre pleinement à une puissance extérieure (par exemple son partenaire, un groupe politique, etc.). Le besoin d'un contrôle absolu ne peut être satisfait et prend donc souvent la forme d'un fantasme, qui devient parfois impossible à distinguer de la réalité (par exemple dans la schizophrénie ). De nombreux individus se soumettent aux mouvements révolutionnaires, promettant un avenir utopique, et aux idéologies sociales qui offrent des réponses simples à des problèmes complexes de la vie. Ils abandonnent leur responsabilité individuelle pour trouver un soulagement aux fardeaux de la vie. Dans ses réflexions sur le métabolisme de l’information, Kępiński a tenté d’expliquer les mécanismes psychologiques qui ont rendu possibles les atrocités de la Seconde Guerre mondiale,.

### La base anatomique du métabolisme de l'information
On suppose traditionnellement que les structures fonctionnelles associées à l'expérience subjective des émotions et des humeurs (la première phase du métabolisme de l'information) sont contrôlées par des parties dites phylogénétiquement plus anciennes du cerveau (diencéphale et rhinencéphale), tandis que celles générées dans la deuxième phase du métabolisme de l'information, subjectivement vécues sous forme de pensées, sont associées au néocortex.

### Le caractère mathématique du métabolisme de l’information
Le caractère mathématique du métabolisme de l’information est double. Les récepteurs, agissant comme entrées pour les signaux métabolisés, fonctionnent de manière analogique aux appareils électroniques analogiques. Le traitement des signaux dans la partie restante du système nerveux est binaire (la réponse d'un neurone peut être double : nulle – pas de réponse, ou 1 – lorsque le potentiel d'action est libéré). En raison de ces caractéristiques, les organismes peuvent être considérés comme analogues aux systèmes numériques,.

## Réception
Les livres de Kępiński sont considérés comme des classiques de la littérature psychiatrique et philosophique polonaise. En raison de l'intérêt porté à son travail, ses livres les plus importants ont été réédités plusieurs fois (récemment en 2012-2015 par Wydawictwo Literackie). Le travail de Kępiński a été évalué par les évaluateurs comme étant perspicace, complet et unique. Cependant, son concept de métabolisme de l'information a été critiqué comme controversé par certains chercheurs. La controverse était liée au fait que certains éléments de la théorie ne peuvent pas être vérifiés par la méthode scientifique car il est difficile de concevoir des expériences appropriées. En réponse à ces objections, le psychiatre Jacek Bomba a souligné que le métabolisme de l'information n'a jamais été conçu comme une théorie scientifique, mais plutôt comme un modèle anthropologique intégrant avec précision les découvertes de la neurophysiologie, de la psychologie, des sciences sociales et de la médecine.
Le philosophe Jakub Zawiła-Niedźwiecki a noté que la lecture actuelle de Kępiński doit corriger le fait que son travail est principalement pré-scientifique et antérieur à l'ère de la médecine factuelle, de la philosophie moderne de l'esprit et de la psychologie cognitive. Il a retenu deux propositions de Kępiński actuellement considérées comme incorrectes, à savoir la proposition selon laquelle le métabolisme de l'information a son centre de contrôle (l'argument de l'homoncule) et l'idée selon laquelle le cerveau n'est utilisé que dans 30% des cas. Toutefois, comme le note Zawiła-Niedźwiecki, ces concepts n'étaient pas centraux dans la théorie de Kępiński et peuvent être rejetés en toute sécurité. Il a également rappelé que Kępiński était sceptique quant aux méthodes dépourvues de bases scientifiques solides, comme la psychanalyse, et qu'il rejetait la pensée magique en général.
Au cours de sa vie, Kępiński a mentionné que son modèle du métabolisme de l'information n'était pas complet. Les travaux furent interrompus par sa maladie et sa mort. Certains chercheurs ont repris ses travaux et ont développé leurs propres théories sur cette base. Kokoszka a utilisé la conception du métabolisme de l’information comme base de son modèle des états de conscience. Struzik a proposé que la théorie du métabolisme de l'information puisse être utilisée comme une extension du principe de néguentropie de l'information de Brillouin.
Sur la base des travaux de Kępiński et de la typologie jungienne, l'économiste lituanienne Augustinavičiūtė a proposé sa théorie pseudoscientifique du métabolisme de l'information dans l'esprit humain et la société, connue sous le nom de socionique.